# Chongorói
Chongorói (auch Chongoroi) ist eine Kleinstadt und ein Landkreis in Angola.

## Geschichte
Die Stadt wurde 1914 unter portugiesischer Kolonialherrschaft gegründet. Am 1. September 1972 wurde Chongorói zur Kleinstadt (Vila) erhoben und war seither Sitz eines eigenen Kreises.
Bis zur Unabhängigkeit 1975 erlitt der Kreis nur wenig Zerstörung durch den Portugiesischen Kolonialkrieg (1961–1975), der hauptsächlich in den nördlichen und östlichen Landesteilen stattfand. Während des Angolanischen Bürgerkriegs (1975–2002) jedoch war die Gegend um Chongorói immer wieder Schauplatz von Kämpfen und Überfällen. Einheiten der UNITA überfielen immer wieder auch Konvois der MONUA und des WFP und verletzten oder töteten dabei Mitarbeiter und Helfer von UN und NGOs. Einer der schwersten Überfälle fand im Oktober 1997 statt, insgesamt kamen dabei fünf Menschen ums Leben. Zwei der Getöteten waren Mitarbeiter der deutschen Hilfsorganisation Stiftung Sankt Barbara Deutschland, darunter Tom Sauber, ein deutscher Rettungsassistent.
Im Zuge der staatlichen Wiederaufbauprogramme nach Ende des Bürgerkriegs 2002 erlebt der Kreis inzwischen einigen Fortschritt. So konnte in 150 Ortschaften des Kreises die Versorgung mit Trinkwasser eingerichtet werden, in den Gemeindesitzen wurden Einrichtungen der Gesundheitsversorgung geschaffen und mit Ambulanzen ausgestattet, und die größeren Dörfer im Kreis erhielten eigene Gesundheitsposten und Schulen.

## Verwaltung
Chongorói ist Sitz eines gleichnamigen Kreises (Município) der Provinz Benguela. Der Kreis umfasst 6151 km². Seine Einwohnerzahl wurde 2011 auf 82.000 geschätzt, 2014 ergab die Schätzung eine Zahl von 122.868. Die Volkszählung 2014 soll fortan für gesicherte Daten sorgen.
Im Norden grenzt Chongorói an die Kreise Cubal und Caimbambo, im Osten und Süden an die Provinz Huíla, im Südwesten an die Provinz Namibe und im Westen an den Kreis Baía Farta.
Zwei Gemeinden (Comunas) liegen im Kreis:
- Camuine (auch Kamuine)
- Chongorói

Bis zur Gebietsreform 2024 war auch Bolonguera eine Gemeinde des Kreises Chongorói, dann wurde es ein eigenständiger Kreis.

## Bildung
Im Jahr 2013 waren im Kreis Chongorói 29.926 Schüler eingeschrieben, davon 21.616 Grundschüler. An 103 Schulen im Kreis unterrichteten 805 Grundschullehrer und 587 Lehrer weiterführender Schulen.

## Wirtschaft
Der Kreis ist stark landwirtschaftlich geprägt. Getreideanbau und Viehzucht sind zu nennen. Der Kreis galt bis zur Unabhängigkeit Angolas 1975 als eine Kornkammer des Landes. Unter den Produkten waren neben Getreide zudem Sisal, Baumwolle, Sonnenblumen, Tabak, Gemüse, Obst und Knollengewächse von Bedeutung. Die Produktion ist im Bürgerkrieg stark gefallen und erholt sich nun.
Im Verlauf des Bürgerkriegs seit der Unabhängigkeit ist die Zahl der Rinder im Kreis von 72.000 (1975) auf 12.000 (2002) gefallen. Die Kreisverwaltung ist dazu übergegangen, zur Belebung des Sektors immer wieder Rinder an vornehmlich jene Familien im Kreis zu verteilen, die Tiere im Bürgerkrieg verloren haben. So wurden im Jahr 2012 150 Rinder an 75 Familien in zehn Ortschaften im Kreis abgegeben. Damit soll die Viehzucht im Kreis weiter stimuliert werden.
Von den etwa 200 Wirtschaftsgütern im Kreis sind bisher erst 10 wieder voll in Betrieb genommen worden (Stand November 2013).